# Dorcus tanakai
Dorcus tanakai là một loài bọ cánh cứng trong họ Lucanidae.

## Phân loài
- Dorcus tanakai tanakai
- Dorcus tanakai meridionalis